# Q-Cells

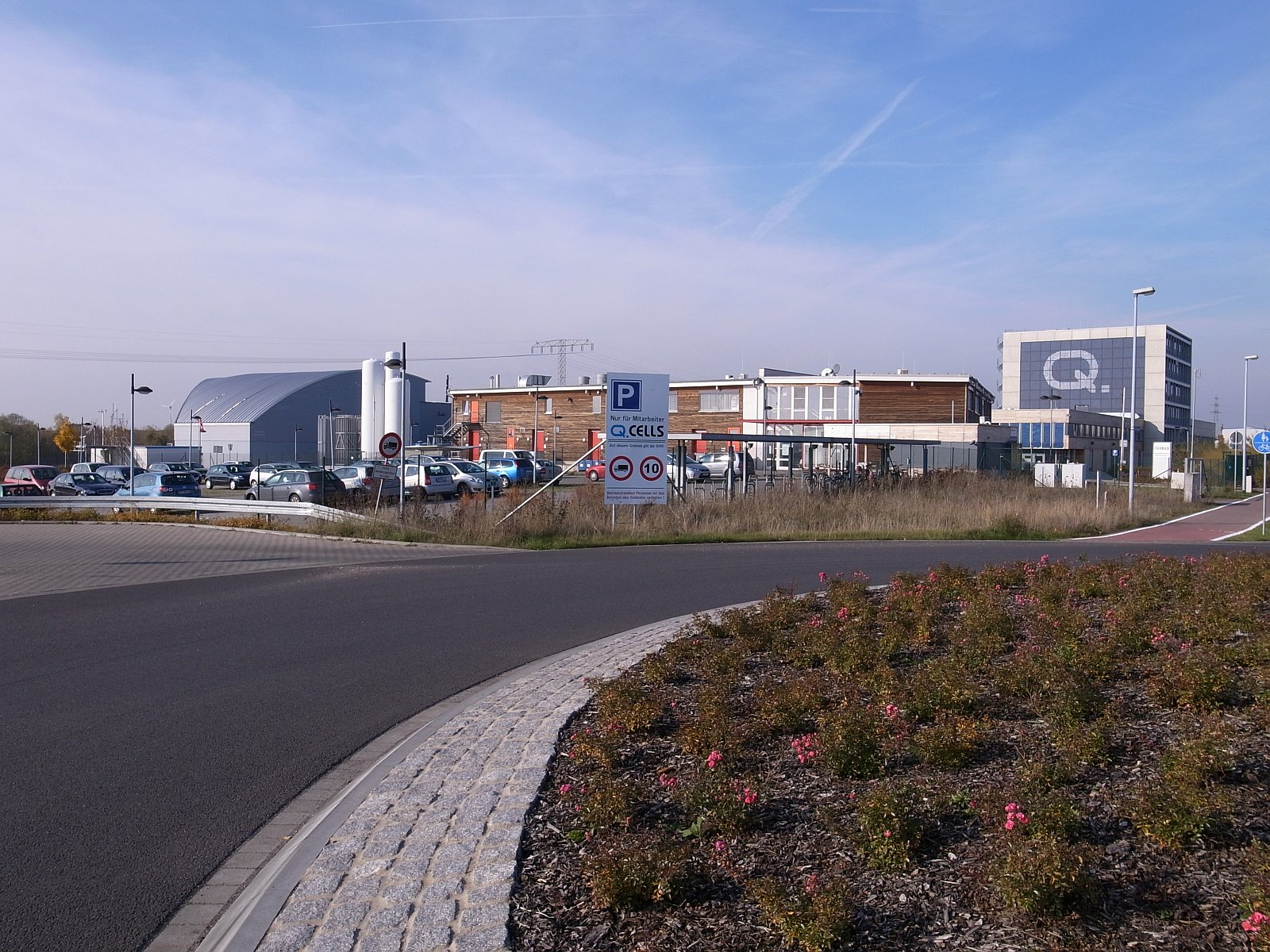
Q-Cells

Công ty Q-Cells, thành lập năm 1999 có trụ sở tại Bitterfeld-Wolfen, bang Saxony-Anhalt nước Đức là nhà sản xuất pin mặt trời đứng đầu thế giới. Hoạt động cốt lõi của công ty là sản xuất và kinh doanh tấm pin mặt trời dạng silicon đơn tinh thể và đa tinh thể.
Kể từ khi bắt đầu đi vào sản xuất năm 2001 cho đến nay, công ty Q-Cells đã phát triển nhanh chóng lên đội ngũ hơn 1000 nhân viên ngày nay.. Công ty tự thiết kế và sản xuất sản phẩm, đồng thời hợp tác với một số đối tác cùng phát triển các kỹ nghệ hỗ trợ và thương mại hóa chúng.

## Các công ty con
- Calyxo (CdTe) [4].
- CSG Solar (CSG)[5].
- EverQ (string ribbon), in partneship with Evergreen Solar [6].
- Flexcell (amorphous silicon) [7].
- REC Group (silicon đa tinh thể)
- Solaria Corporation (silicon) [8].
- Solibro (CIGS) [9].
- Sontor (silicon màng mỏng) [10].